# 沙倫 (密西西比州麥迪遜縣)
沙倫（英語：Sharon）是位於美國密西西比州麥迪遜縣的非建制地區。當地於1900年時有三座教堂，人口173人。

## 地理
沙倫所處的海拔為高於海平面108米（即354英呎），而該地所採用的時區為UTC-6，即北美中部時區（CST）。同時該地設有夏令時間，為UTC-6調快一小時，即UTC-5（CDT）。